# Noite de São João
Noite de São João é um filme brasileiro de 2003, do gênero drama, dirigido por Sérgio Silva.
Foi filmado no Rio Grande do Sul. O roteiro é baseado na obra Senhorita Júlia, de August Strindberg, e adaptado por Rodrigo Portela, Paulo Berton e Sérgio Silva. 
A trilha sonora foi composta Ayres Potthoff, a fotografia é de Rodolfo Sanchez, a direção de arte de Fiapo Barth, os figurinos de Tânia Oliveira e a montagem de Juan Carlos Macias.  

## Elenco
- Marcelo Serrado.... João
- Fabrício Devinar.... João (menino)
- Fernanda Rodrigues.... Júlia
- Dira Paes.... Joana
- Araci Esteves.... Vó Joaquina
- Luiz Carlos Magalhães.... padre Ramiro
- Kike Barbosa.... Gonzaga
- Zé Adão Barbosa.... cabo Bento
- Evandro Soldatelli.... Mathias
- Marcos Verza
- Marcelo Adams
- Renato Borghetti

## Principais pêmios e indicações
Festival de Gramado
- Recebeu quatro prêmios, nas categorias de melhor atriz coadjuvante (Dira Paes), melhor ator (Marcelo Serrado), melhor fotografia e melhor trilha sonora. [4]

Grande Prêmio Cinema Brasil
- Recebeu uma indicação n categoria de melhor atriz coadjuvante (Dira Paes). [5]